# Кармиршалян, Владимир Давидович
Владимир Давидович Кармиршалян (арм. Վլադիմիր Կարմիրշալյան; род. 2 марта 1952, Эчмиадзин) — армянский дипломат.

## Биография
- 1959—1969 — Эчмиадзинская русская средняя школа им. М. Горького.
- 1970—1974 — факультет международной журналистики МГИМО МИД СССР.
- 1974—1976 — отделение международной журналистики факультета журналистики МГУ им. Ломоносова.
- 1989—1991 — дипломатическая академия МИД СССР(диплом с отличием).
- 1977—1978 — второй секретарь отдела политической информации МИД Армянской ССР.
- 1978—1985 — помощник министра иностранных дел Армянской ССР.
- 1985—1989 — вице-консул, затем консул Генерального консульства СССР во Вьетнаме.
- 1991—1992 — директор Первого главного управления Министерства иностранных дел Армении.
- 1992—1994 — директор управления Латинской Америки Министерства иностранных дел Армении.
- 1994—1995 — директор управления международных организаций министерства иностранных дел Армении.
- 1995—1998 - исполнительный директор, затем генеральный директор Национального Центра демократии и прав человека.
- 1998—2000 — советник министра иностранных дел Армении по вопросам прав человека, одновременно член комиссии по правам человека при президенте Республики Армения
- 2000—2006 — чрезвычайный и полномочный посол Республики Армения в Швеции, Дании, Норвегии и Финляндии.

2006—2012— чрезвычайный и полномочный посол Республики Армения в Аргентине, Уругвае и Чили.
- 2013 — директор Консульского департамента Министерства иностранных дел Армении. Имеет дипломатический ранг Чрезвычайного и Полномочного Посла. Владеет армянским, русским, испанским и английским языками. Награждён памятной медалью, посвященной 10-летию МИД Армении, медалью Ф. Нансена, похвальной грамотой премьер-министра Республики Армения, Большим крестом ордена Сан Мартина Освободителя (Аргентина).

Женат на Анаит Шарбатян, имеет двоих детей и пять внуков.

## Научные статьи, публикации
«Роль Армянской общины Аргентины в политической и социально-экономической жизни страны» — дипломная работа в дипломатической академии МИД СССР (1991).
Более 55 статей по политической и дипломатической истории Армении, международным отношениям, вопросам прав человека.
Перевод и публикации материалов по вопросам демократии и прав человека.